# Music (Mika Nakashima)
Music è il terzo album in studio della cantante giapponese Mika Nakashima, pubblicato nel 2005.

## Tracce
1. Sakurairo Mau Koro (桜色舞うころ) – 4:54
2. Oborozukiyo: Inori (朧月夜～祈り) – 5:59
3. Hi no Tori (火の鳥) – 4:31
4. Kumo no Ito (蜘蛛の糸) – 5:54
5. Rocking Horse – 3:37
6. Carrot & Whip – 5:21
7. Shadows of you – 4:25
8. Legend (Main) – 5:46
9. Hemurokku (ヘムロック) – 6:42
10. Seven – 4:25
11. Fake – 5:13
12. Fed Up – 6:05
13. Hitori (ひとり) – 5:53